# Epicauta tenuicollis
Epicauta tenuicollis là một loài bọ cánh cứng trong họ Meloidae. Loài này được Pallas miêu tả khoa học năm 1782.
Loài này có ở Indonesia.